# Lelies
Lelies is een Vlaamse musical van Judas TheaterProducties, gebaseerd op Les feluettes, een toneelstuk van de Canadees Michel Marc Bouchard. De musical ging op 20 november 2011 in première in het Fakkelteater te Antwerpen, waar het in eerste run speelde tot en met 30 december 2011. Op 8 februari 2015 ging de herneming van het stuk met grotendeels dezelfde cast opnieuw in première in het Fakkelteater, waarna deze doorheen Vlaanderen toerde, en begin april 2015 een week lang te zien was in het M-Lab te Amsterdam. Op 21 en 22 oktober 2015 werden er twee speciale voorstellingen van de musical gespeeld in de Stadsschouwburg Antwerpen onder live-begeleiding van het 40-koppig Il Novecento symfonisch orkest onder leiding van Robert Groslot. In 2018 haalde acteur Niels de Mossenau de voorstelling kort naar Nederland. In 2022 produceert De Mossenau met NDM Theaterproducties de voorstelling opnieuw in ‘t Zonnehuis, Amsterdam en Theater De Bussel te Oosterhout. In 2024 speelde de voorstelling opnieuw in het Fakkelteater in Antwerpen, dit keer in een productie van InTeam producties. 

## Verhaal
Bisschop Jean Bilodeau wordt in 1952 in de gevangenis ontboden, om de laatste biecht van een gevangene af te nemen. Tot diens grote verbazing, blijkt de gevangene Simon Doucet te zijn, een oude kennis van de bisschop. Doucet heeft samen met de andere gevangene een toneelstuk voor de bisschop voorbereid, dat het verhaal van hun gezamenlijk verleden vertelt, en dat door de bisschop werd verdrongen, maar dat Simon nooit heeft kunnen vergeten ...

## Rolverdeling
| Rol                                              | Cast 2011           | Cast 2015           | Cast 2018 (NL)         | Cast 2022 (NL)      | Cast 2024 (BE)      |
| ------------------------------------------------ | ------------------- | ------------------- | ---------------------- | ------------------- | ------------------- |
| Simon Doucet (1952)                              | Hans Peter Janssens | Hans Peter Janssens | Niels de Mossenau      | Niels de Mossenau   | Tim Saey            |
| Bisschop Jean Bilodeau                           | Door Van Boeckel    | Door Van Boeckel    | Jim Bes                | David Roelofs       | Hannes Vandersteene |
| Simon Doucet (1912)                              | Timo Descamps       | Timo Descamps       | Tristan van der Lingen | Albert-Jan Verhees  | Wout Puimège        |
| Graaf Vallier De Tilly                           | Matthew Michel      | Matthew Michel      | Ismael Berens          | Philip Jansen       | Ruben Santens       |
| Gravin Marie Laure De Tilly                      | Ara Halici          | Ara Halici          | Rutger Bulsing         | Henk van der Gugten | Brecht Callewaert   |
| Jean Bilodeau (1912)                             | Leendert De Vis     | Leendert De Vis     | Jelle Gulmans          | Gregory Langen      | Joppe Dekoker       |
| Lydie-Anne De Rozier                             | Christian Celini    | Ivo Chundro         | Lennard Borgo          | Lennard Borgo       | Florian Slangen     |
| Timothée Baron De Huë Vader Saint-Michel         | Sébastien De Smet   | Sébastien De Smet   | Bart van der Meer      | Hanno van der Loo   | Rudi Giron          |
| Barones De Huë Cipier Understudy Vallier & Simon | Laurenz Hoorelbeke  | Laurenz Hoorelbeke  | David Roelofs          | Bas Mastboom        | Thomas Servranckx   |
| Ensemble Understudy Barones & Cipier             | n.v.t.              | Floris Devooght     | n.v.t.                 | n.v.t.              | n.v.t.              |

## Prijzen
| Jaar | Award                | Categorie                    | Genomineerde           | Resultaat   |
| ---- | -------------------- | ---------------------------- | ---------------------- | ----------- |
| 2012 | Vlaamse Musicalprijs | Beste Musical                | Beste Musical          | Gewonnen    |
| 2012 | Vlaamse Musicalprijs | Beste regie                  | Martin Michel          | Gewonnen    |
| 2012 | Vlaamse Musicalprijs | Beste mannelijke bijrol      | Leendert De Vis        | Gewonnen    |
| 2012 | Vlaamse Musicalprijs | Beste mannelijke bijrol      | Ara Halici             | Genomineerd |
| 2012 | Vlaamse Musicalprijs | Aanstormend talent           | Matthew Michel         | Gewonnen    |
| 2012 | Vlaamse Musicalprijs | Beste inhoudelijke prestatie | Sam Verhoeven (muziek) | Gewonnen    |
| 2012 | Vlaamse Musicalprijs | Radio 2 publieksprijs        | Radio 2 publieksprijs  | Genomineerd |

'14-'18 · '40-'45 (België) · '40-'45 (Nederland) · De 3 Biggetjes · 3 Musketiers · Aida · Alice in Wonderland · A xXxmas Carola · Anatevka · Assepoester · Belle en het Beest · Billie Holiday · Bloedbroeders · The Bodyguard · Cabaret · Camelot · Cats · Chicago · Ciske de Rat · Cyrano de Bergerac · De Schone van Boskoop · Daens · Dirty Dancing · Doe Maar! · Domino · Doornroosje · Dracula · Drood · Elisabeth · Evita · Fame · De Finale · Flashdance · Foxtrot · Goodbye, Norma Jeane · Grease · Hair · High School Musical · De Jantjes · Jekyll & Hyde · Jersey Boys · Jesus Christ Superstar · Kadanza · De kleine zeemeermin · Koning van Katoren · Kruimeltje · Kuifje: De Zonnetempel · Kunt u mij de weg naar Hamelen vertellen, mijnheer? · The Last Five Years · Lelies · The Lion King · The Little Mermaid · Love Story · Lover of Loser · Mamma Mia! · De man van La Mancha · Mary Poppins · Les Misérables · Miss Saigon · Muerto! · De Muze van Rubens · My Fair Lady · On Your Feet! · Op hoop van Zegen · Oorlogswinter · The Passion · Pauline & Paulette · The Phantom of the Opera · Pinokkio · Red Star Line · Rembrandt · Robin Hood · Romeo en Julia, van Haat tot Liefde · De Rozenoorlog · Shhh...it happens! · Shrek · Soldaat van Oranje · Spring Awakening · De sprookjesmusical Klaas Vaak · Sneeuwwitje · The Sound of Music · Tarzan · Titanic · Turks fruit · Urinetown · De Vliegende Hollander · Wat Zien Ik?! · Wicked · The Wild Party · The Wiz · Wickie de viking de musical
    Portaal Musical